# Уставни референдум у Србији 1992.
Референдум о симболима Републике Србије (пуни назив: Референдум ради претходног изјашњавања грађана о симболима Републике Србије) одржан је 31. маја 1992. На реферндуму се одлучивало о државним симболима Србије.
Услед распада СФР Југославије, Република Србија је првобитно наставила да користи исту заставу, грб и химну. Устав Србије из 1990. године каже да застава и грб Србије могу да се замене само истом процедуром коришћеној у мењању устава Србије, која је захтевала подршку апсолутне већине гласача. Грб Србије у облику штита са четири оцила, застава са петокраком и химна „Марш на Дрину” добили су већину гласова, мада ипак не и апсолутну већину гласача па је референдум проглашен неважећим.

## Резултати
Грб
| Избор                                  | Највише гласова | %       |
| -------------------------------------- | --------------- | ------- |
| Штит са четири оцила                   | 1.586.384       | 43,25%  |
| Двоглави орао са штитом и четири оцила | 1.464.011       | 39,91%  |
| Укупно гласова                         | 3.668.134       | 100,00% |
| Неважећи листићи                       | 617.739         | 16,84%  |
| Регистрованих/Излазност                | 6.930.928       | 52,92%  |
| Извор: РИК                             |                 |         |

Застава
| Избор                         | Највише гласова |
| ----------------------------- | --------------- |
| Застава са звездом петокраком | ДА              |
| Застава без звезде петокраке  |                 |
| Извор: Direct Democracy       |                 |

Химна
| Избор                   | Највише гласова | %       |
| ----------------------- | --------------- | ------- |
| Марш на Дрину           | 1.730.070       | 46,72%  |
| Боже правде             | 1.490.484       | 40,25%  |
| Укупно гласова          | 3.702.796       | 100,00% |
| Неважећи листићи        | 482.242         | 13,02%  |
| Регистрованих/Излазност | 6.930.928       | 53,42%  |
| Извор: РИК              |                 |         |